# Resolució 1612 del Consell de Seguretat de les Nacions Unides
La Resolució 1612 del Consell de Seguretat de les Nacions Unides fou adoptada per unanimitat el 26 de juliol de 2005. Després de recordar les resolucions 1261 (1999), 1308 (2000), 1314 (2000), 1325 (2000), 1379 (2001), 1460 (2003) i 1539 (2004), el Consell va establir un mecanisme de seguiment i informació sobre l'ús de nens soldats.
Més de 50 governs i grups rebels seran supervisats després de la resolució.

## Resolució

### Observacions
En el preàmbul de la resolució, el Consell de Seguretat va reconèixer el progrés en el desenvolupament de directrius per protegir els nens en conflictes armats, però a la pràctica, els seus drets encara es violaven amb impunitat i hi havia manca de progrés el terreny. A més, va destacar les connexions entre l'ús dels nens i el tràfic il·legal d'armes.

### Actes
Igual que amb les resolucions anteriors sobre el tema, el Consell va condemnar l'ús i el reclutament de nens soldats. Se li va demanar al secretari general Kofi Annan que implementés el mecanisme següent per informar i controlar els nens en conflictes armats:
(a) recopilar informació sobre el reclutament de nens soldats i l'abús infantil;
(b) col·laborar amb autoritats competents i organismes de les Nacions Unides;
(c) enfortir el paper protector dels governs;
(d) diàlegs amb grups armats com a part d'un procés de pau.
També es va establir un grup de treball per controlar els informes del mecanisme i formular recomanacions.
El Consell de Seguretat va assenyalar la manca de progrés en l'aplicació de la resolució 1539 i va expressar la seva intenció d'imposar sancions contra els països que violessin el dret internacional relatiu als nens en conflictes armats i també figurarien en l'agenda del Consell de Seguretat. Era responsabilitat dels equips nacionals de les Nacions Unides de dur a terme tasques de seguiment sobre les resolucions del Consell de Seguretat.